# Gausson
Gausson [gosɔ̃] (Gwalc'hion en breton) est une commune française située dans le département des Côtes-d'Armor, en région Bretagne.

## Géographie

### Description

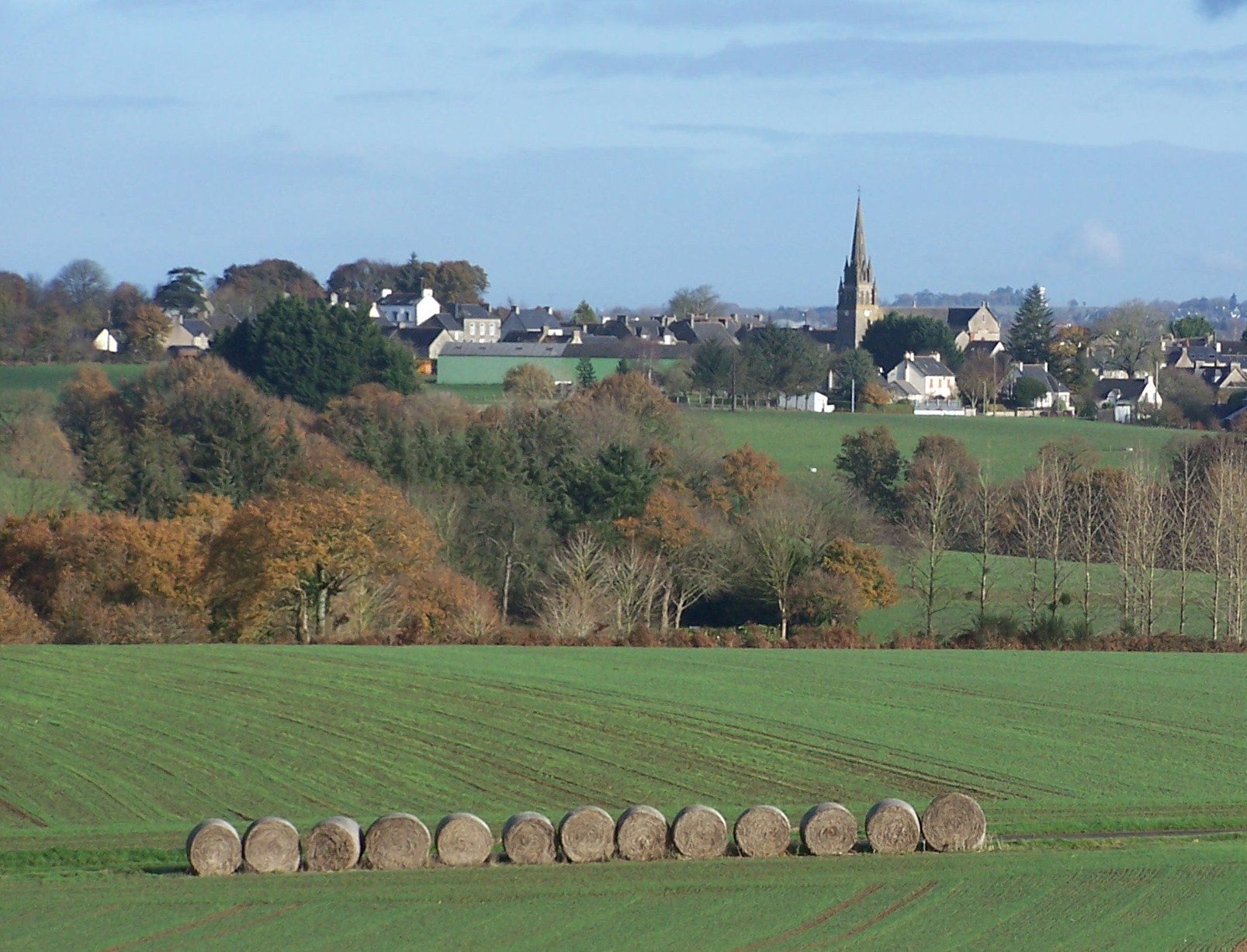
Vue panoramique du bourg, en 2004.

Gausson est une commune rurale des Côtes-d'Armor située à 12 km au nord de Loudéac, 83 km au nord-ouest de Rennes, 24 km au sud de Saint-Brieuc et du littoral et à 85 km au sud-est de Morlaix
Elle est aisément accessible depuis la route nationale 164 et la route départementale 700 (Loudéac - Saint-Brieuc).

### Communes limitrophes
|             | Plœuc-L'Hermitage |                     |
| Saint-Hervé | Gausson           | Plouguenast-Langast |
| Grâce-Uzel  | La Motte          |                     |

### Hydrographie
Pour un article plus général, voir Réseau hydrographique des Côtes-d'Armor.
La commune est située dans le bassin Loire-Bretagne. Elle est drainée par le Lié et le ruisseau de Duancre,,.
Le Lié, d'une longueur de 61 km, prend sa source dans la commune de Plœuc-L'Hermitage et se jette  dans l'Oust à Forges de Lanouée, après avoir traversé 15 communes. 

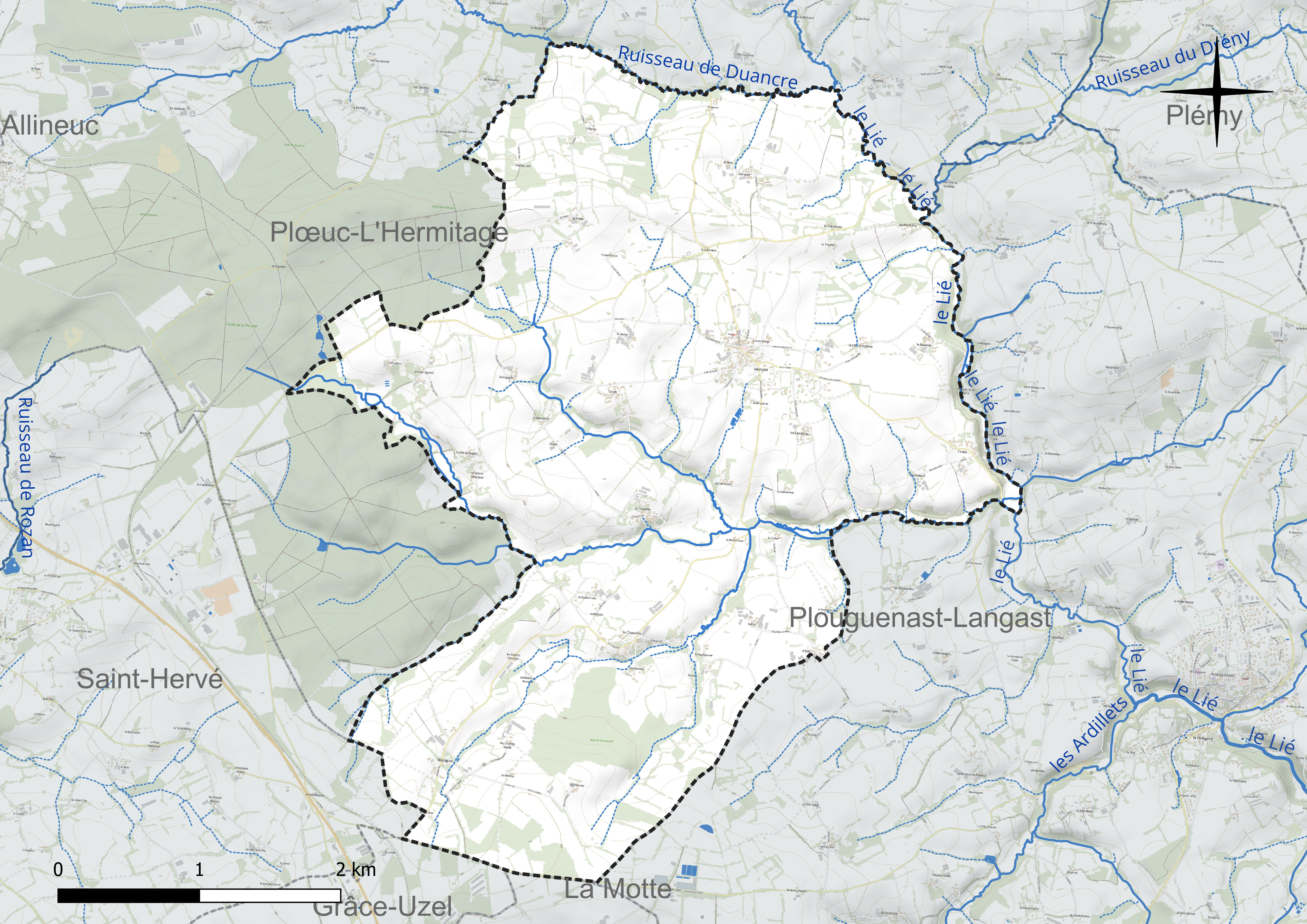
Réseau hydrographique de Gausson.

### Climat
Pour des articles plus généraux, voir Climat de la Bretagne et Climat des Côtes-d'Armor.
En 2010, le climat de la commune est de type climat océanique franc, selon une étude du Centre national de la recherche scientifique s'appuyant sur une série de données couvrant la période 1971-2000. En 2020, Météo-France publie une typologie des climats de la France métropolitaine dans laquelle la commune est exposée à un climat océanique et est dans la région climatique Finistère nord, caractérisée par une pluviométrie élevée, des températures douces en hiver (6 °C), fraîches en été et des vents forts. Parallèlement l'observatoire de l'environnement en Bretagne publie en 2020 un zonage climatique de la région Bretagne, s'appuyant sur des données de Météo-France de 2009. La commune est, selon ce zonage, dans la zone « Intérieur », exposée à un climat médian, à dominante océanique.
Pour la période 1971-2000, la température annuelle moyenne est de 10,8 °C, avec une amplitude thermique annuelle de 11,7 °C. Le cumul annuel moyen de précipitations est de 900 mm, avec 13,7 jours de précipitations en janvier et 7,3 jours en juillet. Pour la période 1991-2020, la température moyenne annuelle observée sur la station météorologique la plus proche, située sur la commune de Plœuc-L'Hermitage à 5 km à vol d'oiseau, est de 11,1 °C et le cumul annuel moyen de précipitations est de 954,7 mm,. Pour l'avenir, les paramètres climatiques de la commune estimés pour 2050 selon différents scénarios d'émission de gaz à effet de serre sont consultables sur un site dédié publié par Météo-France en novembre 2022.

## Urbanisme

### Typologie
Au 1er janvier 2024, Gausson est catégorisée commune rurale à habitat dispersé, selon la nouvelle grille communale de densité à 7 niveaux définie par l'Insee en 2022.
Elle est située hors unité urbaine. Par ailleurs la commune fait partie de l'aire d'attraction de Loudéac, dont elle est une commune de la couronne,. Cette aire, qui regroupe 22 communes, est catégorisée dans les aires de moins de 50 000 habitants,.

### Occupation des sols
L'occupation des sols de la commune, telle qu'elle ressort de la base de données européenne d’occupation biophysique des sols Corine Land Cover (CLC), est marquée par l'importance des territoires agricoles (96,2 % en 2018), une proportion sensiblement équivalente à celle de 1990 (95,8 %). La répartition détaillée en 2018 est la suivante : 
terres arables (54,1 %), prairies (32,1 %), zones agricoles hétérogènes (10 %), forêts (3,8 %). L'évolution de l’occupation des sols de la commune et de ses infrastructures peut être observée sur les différentes représentations cartographiques du territoire : la carte de Cassini (XVIIIe siècle), la carte d'état-major (1820-1866) et les cartes ou photos aériennes de l'IGN pour la période actuelle (1950 à aujourd'hui).

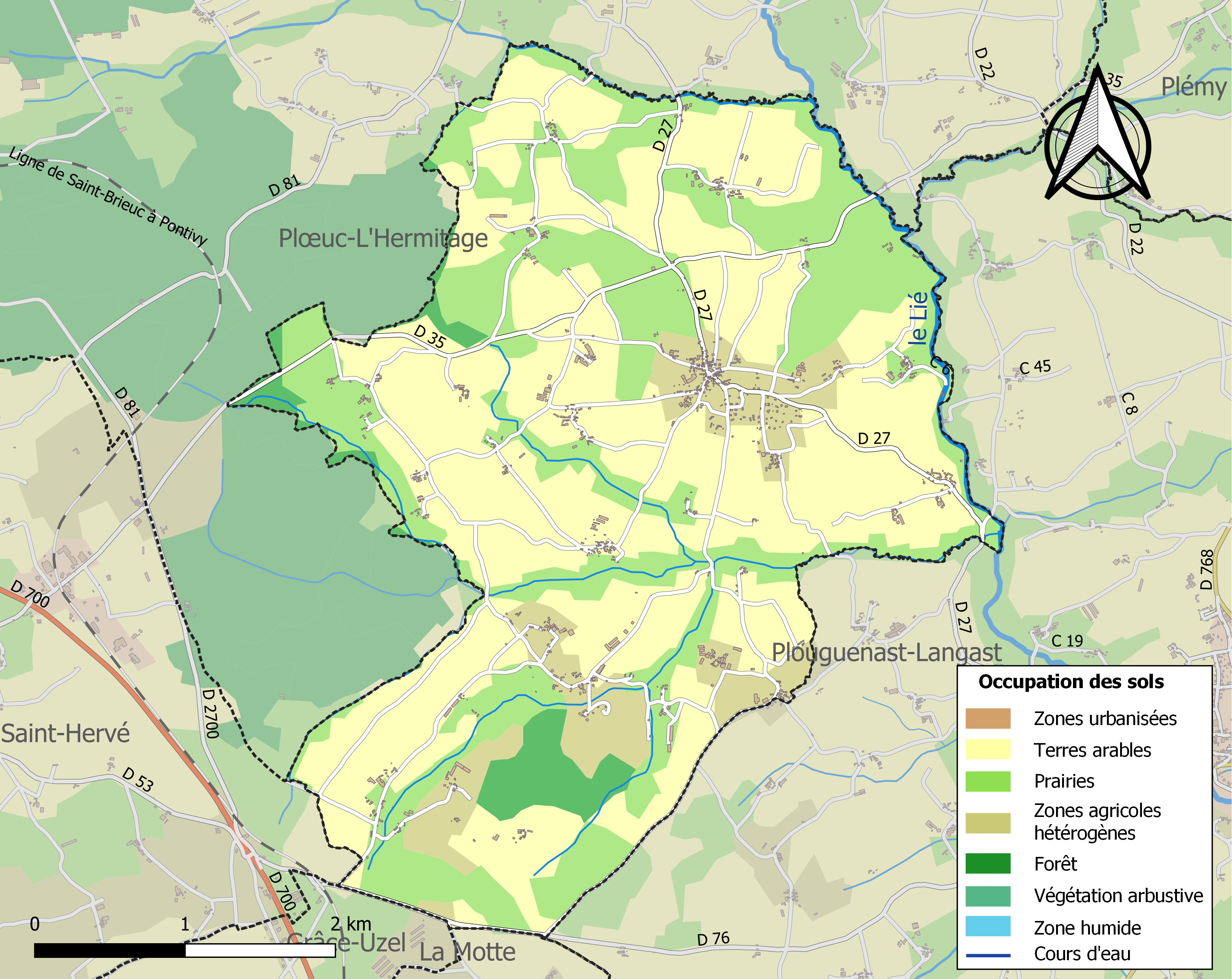
Carte des infrastructures et de l'occupation des sols de la commune en 2018 (CLC).

### Habitat et logement
En 2018, le nombre total de logements dans la commune était de 375, alors qu'il était de 380 en 2013 et de 320 en 2008.
Parmi ces logements, 72,5 % étaient des résidences principales, 11,5 % des résidences secondaires et 16 % des logements vacants. Ces logements étaient pour 96,2 % d'entre eux des maisons individuelles et pour 3,5 % des appartements.
Le tableau ci-dessous présente la typologie des logements à Gausson en 2018 en comparaison avec celle des Côtes-d'Armor et de la France entière. Une caractéristique marquante du parc de logements est ainsi une proportion de résidences secondaires et logements occasionnels (11,5 %) inférieure à celle du département (16,2 %) mais supérieure à celle de la France entière (9,7 %). Concernant le statut d'occupation de ces logements, 82,2 % des habitants de la commune sont propriétaires de leur logement (82,1 % en 2013), contre 71,1 % pour les Côtes-d'Armor et 57,5 pour la France entière.
| Typologie                                               | Gausson | Côtes-d'Armor | France entière |
| ------------------------------------------------------- | ------- | ------------- | -------------- |
| Résidences principales (en %)                           | 72,5    | 75            | 82,1           |
| Résidences secondaires et logements occasionnels (en %) | 11,5    | 16,2          | 9,7            |
| Logements vacants (en %)                                | 16      | 8,8           | 8,2            |

## Toponymie
Le nom de la localité est attesté sous les formes Gausson en 1371 et en 1438, Gauczon en 1427, Gauson en 1480, Gausson en 1493.

## Histoire

### XXesiècle
Le monument aux morts porte les noms de 91 soldats morts pour la Patrie :
- 84 sont morts durant la Première Guerre mondiale ;
- 6 sont morts durant la Seconde Guerre mondiale ;
- 1 est mort durant la guerre d'Indochine.

Gausson au XXe siècle
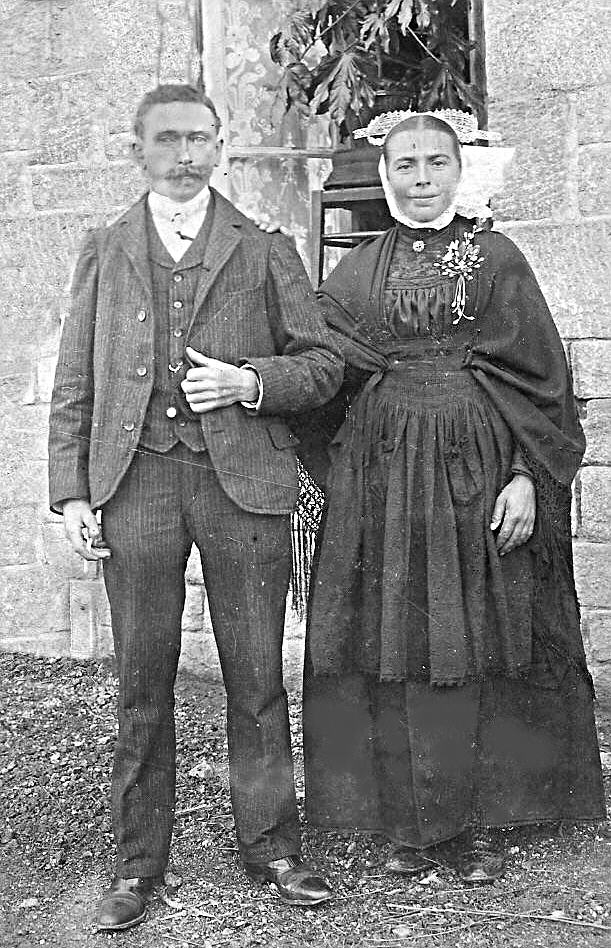
Costume traditionnel, vers 1920.
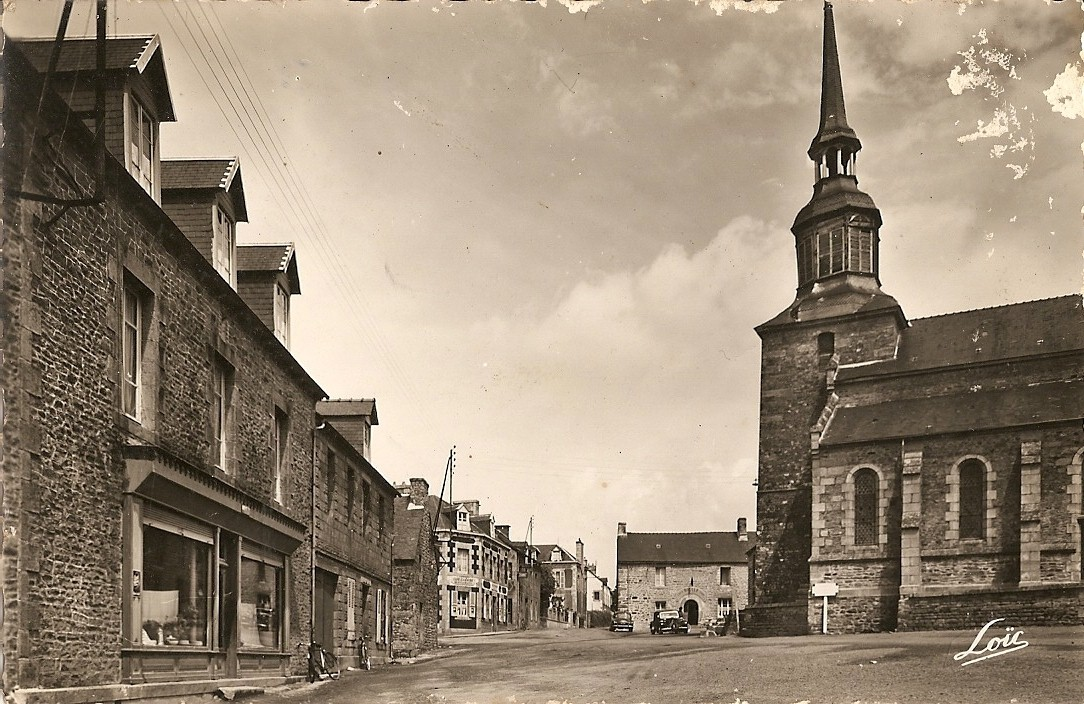
L'église vers 1950, avec son ancien clocher.

## Politique et administration

### Rattachements administratifs et électoraux

#### Rattachements administratifs
La commune se trouve  dans l'arrondissement de Saint-Brieuc du département des Côtes-d'Armor.
Elle faisait partie depuis 1801 du canton de Plouguenast. Dans le cadre du redécoupage cantonal de 2014 en France, cette circonscription administrative territoriale a disparu, et le canton n'est plus qu'une circonscription électorale.

#### Rattachements électoraux
Pour les élections départementales, la commune fait partie depuis 2014 du canton de Mûr-de-Bretagne
Pour l'élection des députés, elle fait partie de la troisième circonscription des Côtes-d'Armor.

### Intercommunalité
Gausson était membre de la communauté intercommunale pour le développement de la région et des agglomérations de Loudéac (CIDERAL), un établissement public de coopération intercommunale (EPCI) à fiscalité propre créé en 1994 et auquel la commune avait transféré un certain nombre de ses compétences, dans les conditions déterminées par le code général des collectivités territoriales.
Dans le cadre des dispositions de la loi portant nouvelle organisation territoriale de la République du 7 août 2015, qui prévoit que les établissements publics de coopération intercommunale (EPCI) à fiscalité propre doivent avoir un minimum de 15 000 habitants, cette intercommunalité a fusionné avec ses voisines  pour former, le 1er janvier 2017, la communauté de communes dénommée Loudéac Communauté − Bretagne Centre dont est désormais membre la commune.

### Liste des maires
| Période                                  | Période                   | Identité                  | Étiquette   | Qualité |
| ---------------------------------------- | ------------------------- | ------------------------- | ----------- | --- |
| Les données manquantes sont à compléter. |                           |                           |             | |
|                                          |                           | François Laurent          |             | |
| 1945                                     | mars 1965                 | Ange Marsouin (1896-1974) | PPUS        | Cultivateur Conseiller général de Plouguenast (1951 → 1958) |
| mars 1965                                | mars 1989                 | Pierre Marjot             |             | Commerçant, maire honoraire |
| mars 1989                                | mai 2020                  | Guy Le Helloco,           | PS puis DVD | Directeur commercial retraité Conseiller général de Plouguenast (1994 → 2008) Président de la CIDERAL (2001 → 2016) Vice-président de Loudéac Communauté − Bretagne Centre (2017, → 2020) Président du syndicat mixte Pays du Centre-Bretagne (2001 → ?) |
| mai 2020,                                | En cours (au 13 mai 2024) | Arlette Michel            |             | Retraitée CPAM |

## Jumelages
Métouia (Tunisie) depuis 1996.

## Démographie

### Évolution démographique
L'évolution du nombre d'habitants est connue à travers les recensements de la population effectués dans la commune depuis 1793. Pour les communes de moins de 10 000 habitants, une enquête de recensement portant sur toute la population est réalisée tous les cinq ans, les populations de référence des années intermédiaires étant quant à elles estimées par interpolation ou extrapolation. Pour la commune, le premier recensement exhaustif entrant dans le cadre du nouveau dispositif a été réalisé en 2006.

En 2022, la commune comptait 648 habitants, en évolution de +4,52 % par rapport à 2016 (Côtes-d'Armor : +1,78 %, France hors Mayotte : +2,11 %).
| 1793  | 1800  | 1806  | 1821  | 1831  | 1836  | 1841  | 1846  | 1851  |
| ----- | ----- | ----- | ----- | ----- | ----- | ----- | ----- | ----- |
| 2 047 | 1 934 | 2 092 | 2 145 | 2 323 | 2 218 | 2 081 | 2 232 | 2 118 |

| 1856  | 1861  | 1866  | 1872  | 1876  | 1881  | 1886  | 1891  | 1896  |
| ----- | ----- | ----- | ----- | ----- | ----- | ----- | ----- | ----- |
| 2 079 | 2 069 | 2 023 | 1 858 | 1 822 | 1 678 | 1 692 | 1 805 | 1 839 |

| 1901  | 1906  | 1911  | 1921  | 1926  | 1931  | 1936  | 1946  | 1954 |
| ----- | ----- | ----- | ----- | ----- | ----- | ----- | ----- | ---- |
| 1 816 | 1 736 | 1 650 | 1 322 | 1 232 | 1 229 | 1 155 | 1 041 | 956  |

| 1962 | 1968 | 1975 | 1982 | 1990 | 1999 | 2006 | 2011 | 2016 |
| ---- | ---- | ---- | ---- | ---- | ---- | ---- | ---- | ---- |
| 907  | 806  | 691  | 662  | 603  | 580  | 585  | 633  | 620  |

| 2021 | 2022 | - | - | - | - | - | - | - |
| ---- | ---- | - | - | - | - | - | - | - |
| 634  | 648  | - | - | - | - | - | - | - |

### Pyramide des âges
La population de la commune est relativement jeune.
En 2018, le taux de personnes d'un âge inférieur à 30 ans s'élève à 32,9 %, soit au-dessus de la moyenne départementale (30,7 %). À l'inverse, le taux de personnes d'âge supérieur à 60 ans est de 26,9 % la même année, alors qu'il est de 32,9 % au niveau départemental.
En 2018, la commune comptait 331 hommes pour 280 femmes, soit un taux de 54,17 % d'hommes, largement supérieur au taux départemental (48,3 %).
Les pyramides des âges de la commune et du département s'établissent comme suit.
| Hommes | Classe d’âge | Femmes |
| ------ | ------------ | ------ |
| 0,9    | 90 ou +      | 1,8    |
| 7,9    | 75-89 ans    | 10,5   |
| 14,3   | 60-74 ans    | 19,1   |
| 23,4   | 45-59 ans    | 21,6   |
| 18,1   | 30-44 ans    | 16,9   |
| 13,0   | 15-29 ans    | 12,9   |
| 22,3   | 0-14 ans     | 17,2   |

| Hommes | Classe d’âge | Femmes |
| ------ | ------------ | ------ |
| 0,9    | 90 ou +      | 2,6    |
| 9,1    | 75-89 ans    | 12,5   |
| 21,1   | 60-74 ans    | 21,6   |
| 20,4   | 45-59 ans    | 19,4   |
| 16,3   | 30-44 ans    | 15,7   |
| 15,1   | 15-29 ans    | 12,8   |
| 17,1   | 0-14 ans     | 15,5   |

## Culture locale et patrimoine

### Lieux et monuments
- Église Saint-Étienne (XIXe siècle).
- Chapelle Saint-Nicolas, inscrite au titre des monuments historiques par arrêté du 6 février 1926[34]. Elle contient une statue de Sainte-Blanche, en bois peint du XVIIe siècle, classée monument historique[35].

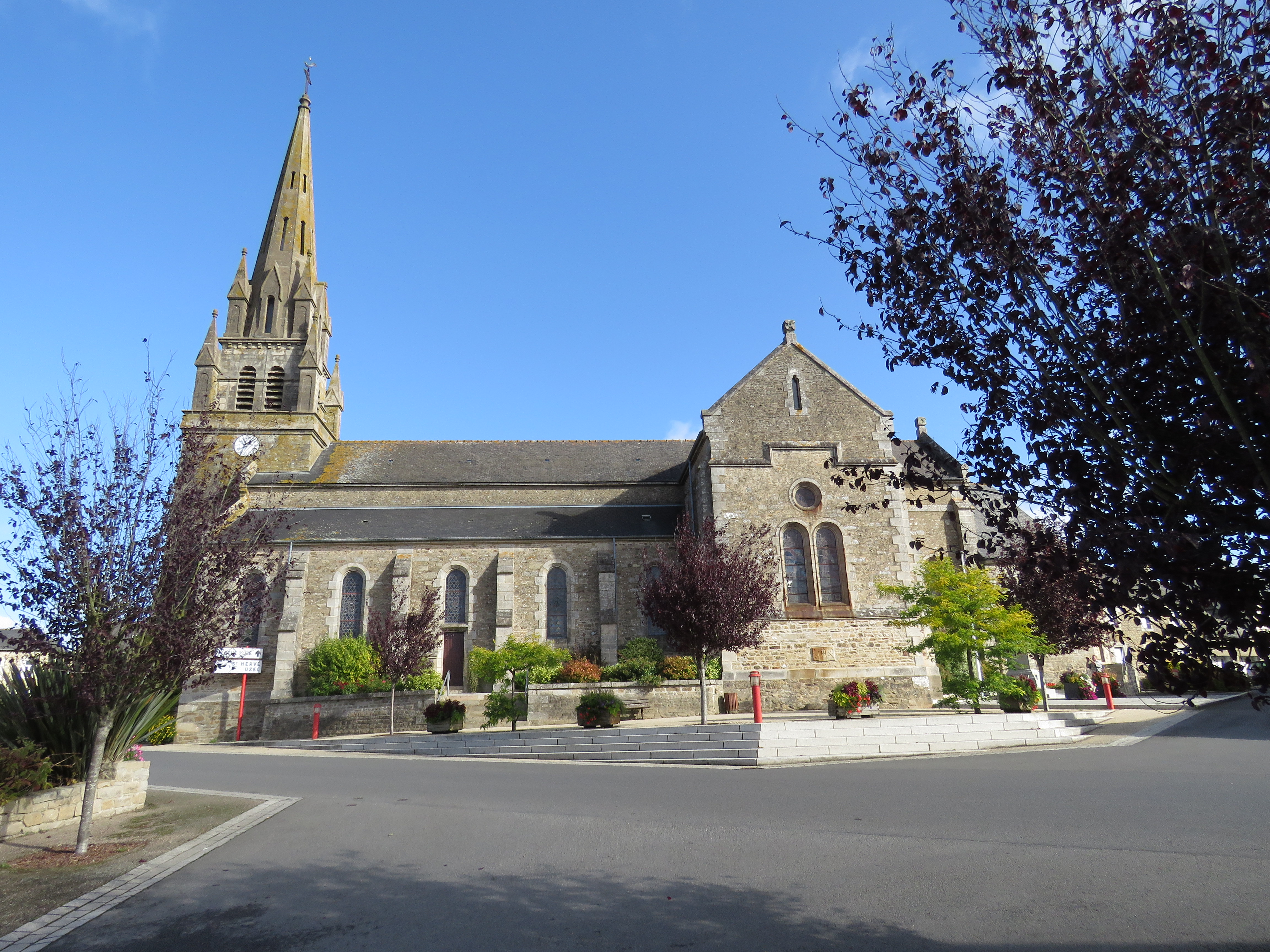
L'église Saint-Etienne
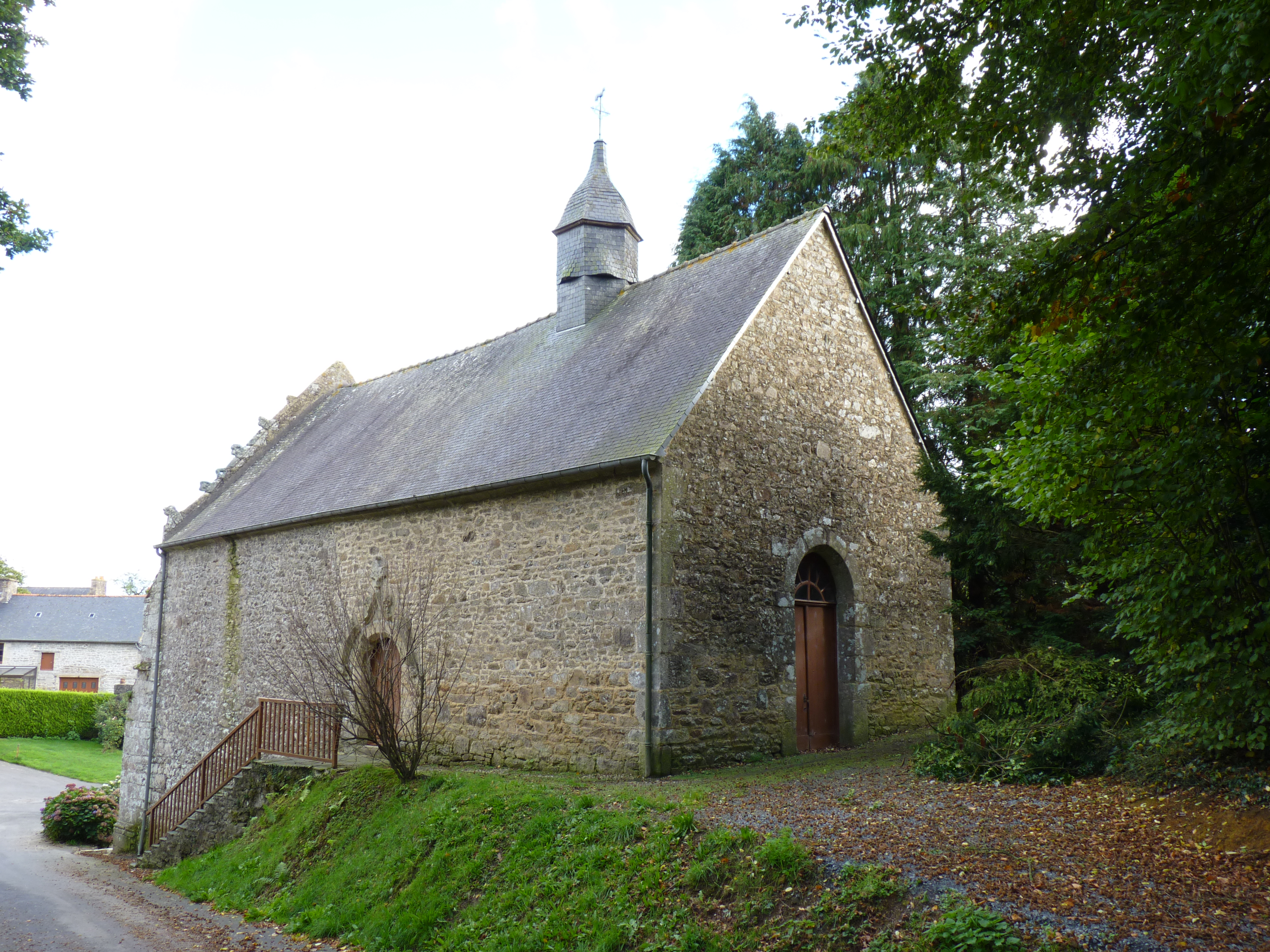
La chapelle Saint-Nicolas
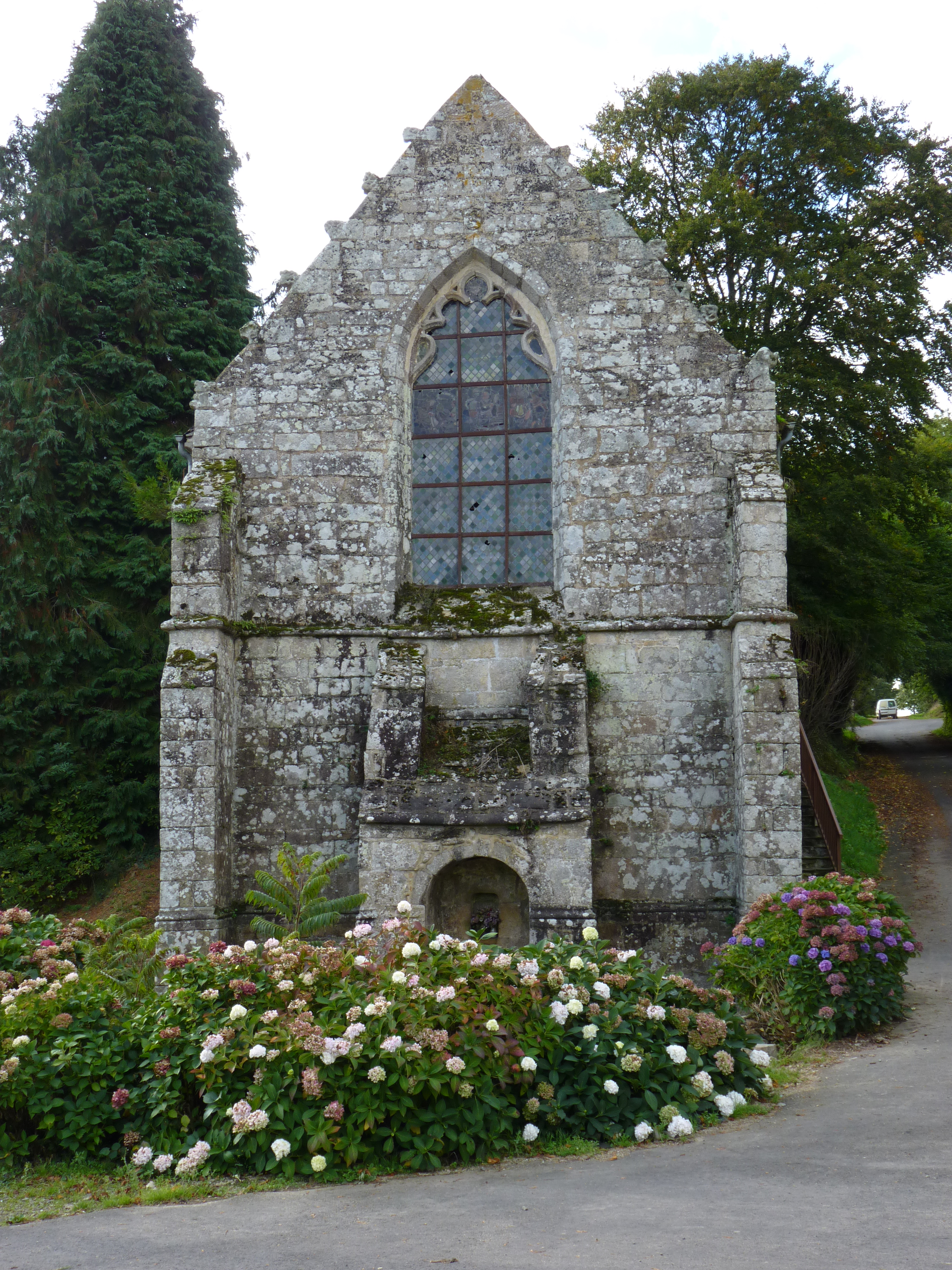
Chevet de la chapelle
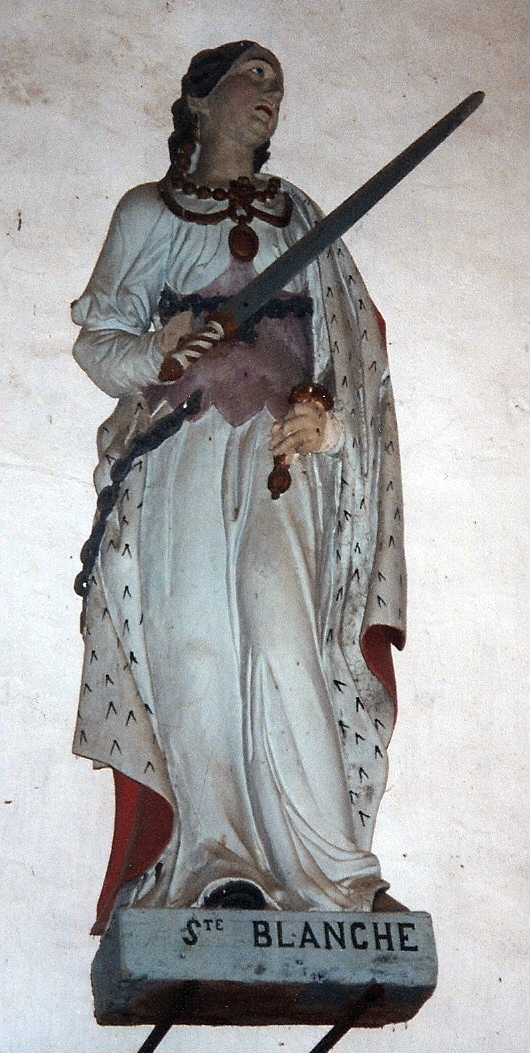
Statue de Sainte-Blanche
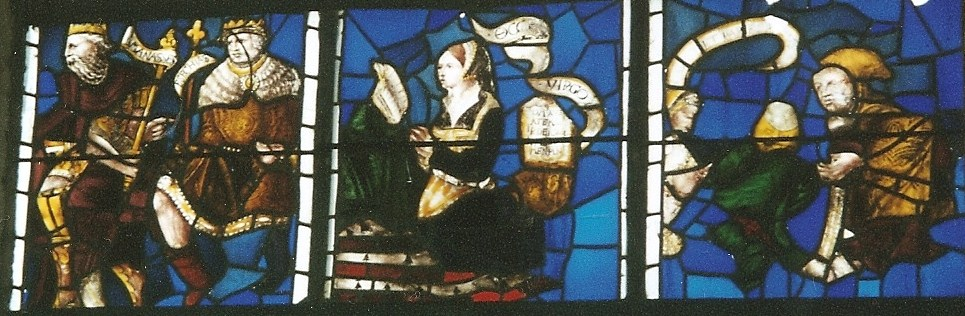
Vitraux de la chapelle

### Personnalités liées à la commune
- Jean-Marie Le Veneur de La Roche, un des chefs de la chouannerie, né à Gausson.
- Hubert Pécheux, enseignant de technologie au collège Sacré Cœur de Lamballe, né à Gausson.
- Mathurine Fourchon (1786-1863), membre de l'Armée d'Afrique, septième femme chevalière de la légion d'honneur, née à Gausson[36].